# Eustala taquara
Eustala taquara là một loài nhện trong họ Araneidae.
Loài này thuộc chi Eustala. Eustala taquara được Eugen von Keyserling miêu tả năm 1892.